# La Chamba
La Chamba är en kommun i departementet Loire i regionen Auvergne-Rhône-Alpes i centrala Frankrike. Kommunen ligger i kantonen Noirétable som tillhör arrondissementet Montbrison. År 2022 hade La Chamba 44 invånare.

## Befolkningsutveckling
Antalet invånare i kommunen La Chamba
| Referens: INSEE |